# L'arca di Noè/Il visconte di Castelfombrone
L'arca di Noè/Il visconte di Castelfombrone è il 78 giri d'esordio del gruppo musicale italiano Quartetto Vocale Cetra, pubblicato nel 1941.

## Il disco
Per il brano sul lato B, Il visconte di Castelfombrone, sono riportati sull'etichetta del disco come autori Riccardo Morbelli, Angelo Nizza e Luigi Malatesta; tuttavia nell'Archivio SIAE il brano è depositato a nome di Malatesta come autore della musica e di Oreste Biancoli e Dino Falconi come autori del testo.
Il visconte di Castelfombrone è introdotto da un brano parlato, recitato da Enrico De Angelis.

## Tracce
LATO A
1. L'arca di Noè – 3:21 (testo: Age – musica: Virgilio Savona)

LATO B
1. Il visconte di Castelfombrone – 2:45 (testo: Riccardo Morbelli, Angelo Nizza – musica: Luigi Malatesta)

## Formazione
- Virgilio Savona - voce
- Enrico De Angelis - voce
- Tata Giacobetti - voce
- Enrico Gentile - voce

### Altri musicisti
- Orchestrina della Rivista dell'Eiar - orchestra
- Carlo Zeme - direttore d'orchestra